# Матч всех звёзд НХЛ 2016
61-й матч всех звёзд Национальной хоккейной лиги состоялся 31 января 2016 года, в городе Нашвилле, штат Теннесси, на домашней арене клуба «Нэшвилл Предаторз», «Бриджстоун-арене». Нашвилл впервые в своей истории принимал матч всех звёзд НХЛ. Матч проходил по новой формуле, в виде мини-турнира среди сборных звёзд дивизионов в формате 3 на 3. Победителем стала сборная звёзд Тихоокеанского дивизиона, а MVP матча был признан тафгай Джон Скотт, попадание которого на матч звёзд ознаменовалось скандалом.

## Изменение формата

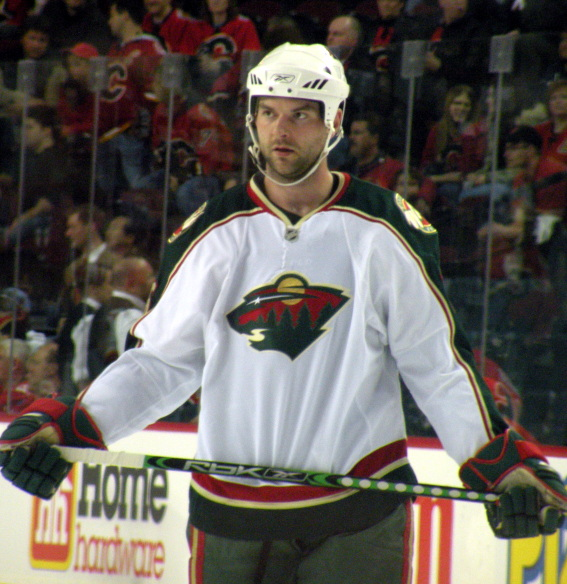
Джон Скотт — победитель голосования болельщиков и MVP матча звёзд

18 ноября 2015 года, стало известно что лига изменила формат проведения матча звёзд. Было объявлено, что Матч звёзд 2016 будет состоять из трех матчей в которых примут участие сборные звёзд каждого дивизиона. В первом мачте встретятся сборные звёзд Центрального и Тихоокеанского дивизионов, а во втором сборные Столичного и Атлантического. Победители каждого матча встретятся в финале для определения победителя турнира. Каждый поединок будет продолжаться по 20 минут в формате 3 на 3. Команды будут меняться воротами по прошествии 10 минут каждого матча. При ничейном счёте после 20 минут победитель определится в серии буллитов. Победитель мини-турнира получает $1 млн.

## Определение составов
Каждая команда состоит из 11 игроков: 6 форвардов, 3 защитника и 2 вратаря.
Голосованием болельщиков выбраны по одному игроку в команду каждого дивизиона. Победители голосования, автоматически становятся капитанами команд своих дивизионов. Остальные 40 игроков выбраны департаментом хоккейных операций НХЛ, каждая команда лиги представлена как минимум одним хоккеистом. Наставники команд-лидеров своих дивизионов на 9 января, становятся главными тренерами соответствующих команд звезд. Голосование болельщиков стартовало 1 декабря 2015 года и продлилось до 1 января 2016. Полные составы команд были объявлены 6 января 2016 года.

### Скандал вокруг участия Джона Скотта
Победителем голосования болельщиков стал нападающий-тафгай клуба «Аризона Койотис» — Джон Скотт, который был автоматически назначен капитаном Тихоокеанского дивизиона. Однако, 15 января 2016 года, за две недели до матча, «Аризона» обменяла игрока в «Монреаль Канадиенс», который сразу же отправил его в свой фарм-клуб. Это поставило под угрозу его участие в матче звезд, т.к. клуб находится в другом дивизионе. СМИ обвинили руководство «Койотис» в том, что находясь под давлением лиги, осуществили обмен с целью не допустить участия игрока в матче, однако генеральный менеджер «Аризоны» Дон Мэлоуни эту информацию опроверг. Известный хоккейный эксперт Дон Черри выступил с критикой в адрес болельщиков голосовавших за игрока "который не забросил вообще ни одной шайбы в сезоне, чтобы досадить НХЛ." Болельщики организовали в социальных сетях акцию «Свободу Скотту», с требованием допустить Скотта к участию в матче. 19 января лига объявила, что Скотт примет участие в матче звёзд и останется капитаном Тихоокеанского дивизиона, несмотря на обмен.
В лиге снова встал вопрос об изменении правил голосования болельщиков за игроков на матч звёзд. Ситуации когда болельщики массово голосуют за «не звёздных» игроков случались в НХЛ и ранее. Так в 2007 году была организована акция «Голосуй за Рори», целью которой было обеспечить участие защитника «Ванкувер Кэнакс» Рори Фицпатрика, но в итоге на матч он так и не попал. В 2015 году жители Латвии массово проголосовали за своего соотечественника, нападающего «Баффало Сейбрз» Земгуса Гиргенсонса, который проводил тогда лишь второй сезон в НХЛ и не являлся лидером своего клуба. В итоге Гиргенсонс стал победителем голосования и принял участие в матче звёзд 2015.

### Восточная конференция
| Атлантический дивизион | Атлантический дивизион    | Атлантический дивизион | Атлантический дивизион |
| ---------------------- | ------------------------- | ---------------------- | ---------------------- |
| Вратари                |                           |                        |                        |
| Номер                  | Страна                    | Имя                    | Клуб                   |
| 1                      | Канада                    | Роберто Луонго         | Флорида Пантерз        |
| 30                     | Соединённые Штаты Америки | Бен Бишоп              | Тампа-Бэй Лайтнинг     |
| Защитники              |                           |                        |                        |
| Номер                  | Страна                    | Имя                    | Клуб                   |
| 5                      | Канада                    | Аарон Экблад           | Флорида Пантерз        |
| 65                     | Швеция                    | Эрик Карлссон          | Оттава Сенаторз        |
| 76                     | Канада                    | Пи-Кей Суббан          | Монреаль Канадиенс     |
| Нападающие             |                           |                        |                        |
| Номер                  | Страна                    | Имя                    | Клуб                   |
| 37                     | Канада                    | Патрис Бержерон        | Бостон Брюинз          |
| 47                     | Финляндия                 | Лео Комаров            | Торонто Мейпл Лифс     |
| 68                     | Чехия                     | Яромир Ягр —           | Флорида Пантерз        |
| 71                     | Соединённые Штаты Америки | Дилан Ларкин           | Детройт Ред Уингз      |
| 90                     | Канада                    | Райан О’Райли          | Баффало Сейбрз         |
| 91                     | Канада                    | Стивен Стэмкос         | Тампа-Бэй Лайтнинг     |

| Столичный дивизион | Столичный дивизион        | Столичный дивизион | Столичный дивизион   |
| ------------------ | ------------------------- | ------------------ | -------------------- |
| Вратари            |                           |                    |                      |
| Номер              | Страна                    | Имя                | Клуб                 |
| 35                 | Соединённые Штаты Америки | Кори Шнайдер       | Нью-Джерси Девилз    |
| 70                 | Канада                    | Брэйден Холтби     | Вашингтон Кэпиталз   |
| Защитники          |                           |                    |                      |
| Номер              | Страна                    | Имя                | Клуб                 |
| 27                 | Соединённые Штаты Америки | Джастин Фолк       | Каролина Харрикейнз  |
| 27                 | Соединённые Штаты Америки | Райан Макдона      | Нью-Йорк Рейнджерс   |
| 58                 | Канада                    | Крис Летанг        | Питтсбург Пингвинз   |
| Нападающие         |                           |                    |                      |
| Номер              | Страна                    | Имя                | Клуб                 |
| 19                 | Швеция                    | Никлас Бекстрём    | Вашингтон Кэпиталз   |
| 28                 | Канада                    | Клод Жиру          | Филадельфия Флайерз  |
| 50                 | Соединённые Штаты Америки | Брэндон Саад       | Коламбус Блю Джекетс |
| 71                 | Россия                    | Евгений Малкин     | Питтсбург Пингвинз   |
| 91                 | Канада                    | Джон Таварес —     | Нью-Йорк Айлендерс   |
| 92                 | Россия                    | Евгений Кузнецов   | Вашингтон Кэпиталз   |

### Западная конференция
| Центральный дивизион | Центральный дивизион      | Центральный дивизион | Центральный дивизион |
| -------------------- | ------------------------- | -------------------- | -------------------- |
| Вратари              |                           |                      |                      |
| Номер                | Страна                    | Имя                  | Клуб                 |
| 35                   | Финляндия                 | Пекка Ринне          | Нэшвилл Предаторз    |
| 40                   | Канада                    | Деван Дубник         | Миннесота Уайлд      |
| Защитники            |                           |                      |                      |
| Номер                | Страна                    | Имя                  | Клуб                 |
| 6                    | Канада                    | Ши Уэбер             | Нэшвилл Предаторз    |
| 33                   | Соединённые Штаты Америки | Дастин Бафлин        | Виннипег Джетс       |
| 59                   | Швейцария                 | Роман Йоси           | Нэшвилл Предаторз    |
| Нападающие           |                           |                      |                      |
| Номер                | Страна                    | Имя                  | Клуб                 |
| 9                    | Канада                    | Мэтт Дюшен           | Колорадо Эвеланш     |
| 14                   | Канада                    | Джейми Бенн          | Даллас Старз         |
| 18                   | Канада                    | Джеймс Нил           | Нэшвилл Предаторз    |
| 88                   | Соединённые Штаты Америки | Патрик Кейн —        | Чикаго Блэкхокс      |
| 91                   | Канада                    | Тайлер Сегин         | Даллас Старз         |
| 91                   | Россия                    | Владимир Тарасенко   | Сент-Луис Блюз       |

| Тихоокеанский дивизион | Тихоокеанский дивизион    | Тихоокеанский дивизион | Тихоокеанский дивизион |
| ---------------------- | ------------------------- | ---------------------- | ---------------------- |
| Вратари                |                           |                        |                        |
| Номер                  | Страна                    | Имя                    | Клуб                   |
| 32                     | Соединённые Штаты Америки | Джонатан Куик          | Лос-Анджелес Кингз     |
| 36                     | Соединённые Штаты Америки | Джон Гибсон            | Анахайм Дакс           |
| Защитники              |                           |                        |                        |
| Номер                  | Страна                    | Имя                    | Клуб                   |
| 5                      | Канада                    | Марк Джиордано         | Калгари Флэймз         |
| 8                      | Канада                    | Дрю Даути              | Лос-Анджелес Кингз     |
| 88                     | Канада                    | Брент Бёрнс            | Сан-Хосе Шаркс         |
| Нападающие             |                           |                        |                        |
| Номер                  | Страна                    | Имя                    | Клуб                   |
| 4                      | Канада                    | Тэйлор Холл            | Эдмонтон Ойлерз        |
| 8                      | Соединённые Штаты Америки | Джо Павелски           | Сан-Хосе Шаркс         |
| 10                     | Канада                    | Кори Перри             | Анахайм Дакс           |
| 13                     | Соединённые Штаты Америки | Джонни Годро           | Калгари Флэймз         |
| 22                     | Швеция                    | Даниэль Седин          | Ванкувер Кэнакс        |
| 28                     | Канада                    | Джон Скотт —           | Без клуба              |

## Конкурсы «Суперскиллз»
Конкурсы «Суперскиллз» состоялись 30 января 2016 года, за сутки до матча звёзд. Всего в программе представлено шесть конкурсов: на самое быстрое катание, выход один-на-один, на точность бросков, эстафета хоккейных навыков, на самый сильный бросок, конкурс по исполнению буллитов.

### Конкурс на самое быстрое катание
По четыре игрока от каждой команды. Забеги производятся по парам. Команда получает 1 балл за победу в каждом из забегов. Также еще дополнительный балл получает команда, чей игрок показал абсолютно лучшее время. Победитель конкурса получает возможность побить рекорд Майка Гартнера 13,386 сек., в случае успеха команда получит ещё одно бонусное очко.
| Восточная конференция                    | Время (сек.) | Время (сек.) | Западная конференция |
| ---------------------------------------- | ------------ | ------------ | -------------------- |
| Дилан Ларкин                             | 12.894       | 13.527       | Роман Йоси           |
| Брэндон Саад                             | 13.634       | 14.026       | Мэтт Дюшен           |
| Эрик Карлссон                            | 14.630       | 13.654       | Тэйлор Холл          |
| Крис Летанг                              | 14.081       | 14.203       | Дастин Бафлин        |
| Счёт: 5–1 в пользу Восточной конференции |              |              |                      |

### Конкурс на выход один на один
Победитель в конкурсе определяется путём голосования болельщиков. Победитель приносит своей команде 1 балл.
| Восточная конференция                                                                              | Западная конференция |
| -------------------------------------------------------------------------------------------------- | -------------------- |
| Брэндон Саад                                                                                       | Джеймс Нил           |
| Евгений Кузнецов                                                                                   | Мэтт Дюшен           |
| Пи-Кей Суббан — 31%                                                                                | Брент Бёрнс          |
| Счёт в конкурсе: 1-0 в пользу Восточной конференции Общий счёт: 6-1 в пользу Восточной конференции |                      |

### Конкурс на точность бросков
Необходимо поразить 4 мишени за наименьшее время. 1 балл команде за победу в каждой паре и дополнительный балл за абсолютно лучшее время.
| Восточная конференция                                                                              | Время (сек.) | Время (сек.) | Западная конференция |
| -------------------------------------------------------------------------------------------------- | ------------ | ------------ | -------------------- |
| Джон Таварес                                                                                       | 12.294       | 20.000       | Патрик Кейн          |
| Патрис Бержерон                                                                                    | 23.362       | 14.088       | Джо Павелски         |
| Клод Жиру                                                                                          | 17.254       | 13.771       | Кори Перри           |
| Евгений Малкин                                                                                     | 16.179       | 16.664       | Джейми Бенн          |
| Счёт в конкурсе: 3-2 в пользу Восточной конференции Общий счёт: 9-3 в пользу Восточной конференции |              |              |                      |

### Конкурс-эстафета хоккейных навыков
Эстафета мастерства состоит из пяти элементов. Броски в одно касание с трёх разных точек, точность паса, контроль шайбы, владение клюшкой и голы вратарей. Команда, победившая на каждом этапе, получает 1 очко, команда-победитель всего конкурса получит бонусное очко.
| Восточная конференция | Время (мин.) | Время (мин.) | Западная конференция |
| --- | ------------ | ------------ | --- |
| Группа 1 Патрис Бержерон (пасующий) Аарон Экблад (ван-таймер) Эрик Карлссон (ван-таймер) Стивен Стэмкос (ван-таймер) Никлас Бекстрём (точность паса) Джастин Фолк (контроль шайбы) Клод Жиру (владение клюшкой) Брэйден Холтби (вратарь) | 1:38.410     | 2:15.371     | Группа 1 Тэйлор Холл (пасующий) Ши Уэбер (ван-таймер) Дрю Даути (ван-таймер) Кори Перри (ван-таймер) Даниэль Седин (точность паса) Джонни Годро (контроль шайбы) Патрик Кейн (владение клюшкой) Пекка Ринне (вратарь)             |
| Группа 2 Яромир Ягр (пасующий) Райан Макдона (ван-таймер) Лео Комаров (ван-таймер) Райан О’Райли (ван-таймер) Евгений Кузнецов (точность паса) Крис Летанг (контроль шайбы) Дилан Ларкин (владение клюшкой) Бен Бишоп (вратарь)          | 1:44.446     | 1:27.687     | Группа 2 Мэтт Дюшен (пасующий) Марк Джиордано (ван-таймер) Джеймс Нил (ван-таймер) Владимир Тарасенко (ван-таймер) Джейми Бенн (точность паса) Роман Йоси (контроль шайбы) Тайлер Сегин (владение клюшкой) Деван Дубник (вратарь) |
| Счёт в конкурсе: 3-2 в пользу Западной конференции Общий счёт: 10-5 в пользу Восточной конференции |              |              | |

### Конкурс на самый сильный бросок
По четыре хоккеиста от каждой команды. Каждому игроку даётся по две попытки. 1 балл команде за победу в каждой паре и дополнительный балл за абсолютно лучший результат.
| Восточная конференция                                                                              | Скорость (миль/ч) | Скорость (миль/ч) | Западная конференция |
| -------------------------------------------------------------------------------------------------- | ----------------- | ----------------- | -------------------- |
| Аарон Экблад                                                                                       | 91.9 93.4         | 99.6 99.4         | Дастин Бафлин        |
| Евгений Малкин                                                                                     | 97.0 94.1         | 91.2 95.0         | Тайлер Сегин         |
| Стивен Стэмкос                                                                                     | 98.5 103.9        | 92.6 95.9         | Джон Скотт           |
| Пи-Кей Суббан                                                                                      | 102.3 101.3       | 105.3 108.1       | Ши Уэбер             |
| Счёт в конкурсе: 3-2 в пользу Западной конференции Общий счёт: 12-8 в пользу Восточной конференции |                   |                   |                      |

### Конкурс по исполнению буллитов
18 полевых игроков и 3 вратаря участвуют в трехраундовом конкурсе исполнения буллитов. Необходимо за 2 минуты забить наибольшее количество голов. Каждая забитая шайба приносит 1 очко, каждая забитая бонусная шайба приносит 2 очка.
| Восточная конференция | Вратарь соперника | Очки | Очки | Вратарь соперника | Западная конференция |
| --- | ----------------- | ---- | ---- | ----------------- | --- |
| Раунд 1 Евгений Малкин (, ) х2 Яромир Ягр (, ) Пи-Кей Суббан (, ) х2 Райан О’Райли () Лео Комаров () Аарон Экблад ()           | Деван Дубник      | 4    | 0    | Роберто Люонго    | Раунд 1 Патрик Кейн (, ) х2 Мэтт Дюшен (, ) Брент Бёрнс (, ) х2 Марк Джиордано () Владимир Тарасенко () Даниэль Седин () |
| Раунд 2 Патрис Бержерон (, ) х2 Никлас Бекстрём (, ) Стивен Стэмкос () х2 Евгений Кузнецов () Райан Макдона () Джастин Фолк () | Джон Гибсон       | 9    | 2    | Брэйден Холтби    | Раунд 2 Джо Павелски (, ) х2 Тэйлор Холл (, ) Джейми Бенн (, ) х2 Джеймс Нил () Джонни Годро () Дастин Бафлин ()         |
| Раунд 3 Клод Жиру (, ) х2 Дилан Ларкин (, ) Джон Таварес (, ) х2 Крис Летанг () Эрик Карлссон () Брэндон Саад ()               | Джонатан Куик     | 4    | 2    | Кори Шнайдер      | Раунд 3 Джон Скотт (, ) х2 Ши Уэбер (, ) Тайлер Сегин (, ) х2 Кори Перри (, ) Дрю Даути () Роман Йоси ()                 |
| Счёт в конкурсе: 17-4 в пользу Восточной конференции Общий счёт: 29-12 в пользу Восточной конференции                          |                   |      |      |                   | |

## Сетка
|  | Полуфинал              | Полуфинал              | Полуфинал              | Полуфинал              | Полуфинал              | Полуфинал              | Полуфинал              | Полуфинал              | Полуфинал              | Полуфинал |                        |                        | Финал                  | Финал                  | Финал                  | Финал                  | Финал                  | Финал                  | Финал                  | Финал                  | Финал                  | Финал |
|  |                        |                        |                        |                        |                        |                        |                        |                        |                        |           |                        |                        |                        |                        |                        |                        |                        |                        |                        |                        |                        |       |
|  | Столичный дивизион     | Столичный дивизион     | Столичный дивизион     | Столичный дивизион     | Столичный дивизион     | Столичный дивизион     | Столичный дивизион     | Столичный дивизион     | Столичный дивизион     | 3         |                        |                        |                        |                        |                        |                        |                        |                        |                        |                        |                        |       |
|  | Столичный дивизион     | Столичный дивизион     | Столичный дивизион     | Столичный дивизион     | Столичный дивизион     | Столичный дивизион     | Столичный дивизион     | Столичный дивизион     | Столичный дивизион     | 3         |                        |                        |                        |                        |                        |                        |                        |                        |                        |                        |                        |       |
|  | Атлантический дивизион | Атлантический дивизион | Атлантический дивизион | Атлантический дивизион | Атлантический дивизион | Атлантический дивизион | Атлантический дивизион | Атлантический дивизион | Атлантический дивизион | 4         |                        |                        |                        |                        |                        |                        |                        |                        |                        |                        |                        |       |
|  |                        |                        |                        |                        |                        |                        |                        |                        |                        |           | Атлантический дивизион | Атлантический дивизион | Атлантический дивизион | Атлантический дивизион | Атлантический дивизион | Атлантический дивизион | Атлантический дивизион | Атлантический дивизион | Атлантический дивизион | 0                      |                        |       |
|  |                        |                        |                        |                        |                        |                        |                        |                        |                        |           | Атлантический дивизион | Атлантический дивизион | Атлантический дивизион | Атлантический дивизион | Атлантический дивизион | Атлантический дивизион | Атлантический дивизион | Атлантический дивизион | Атлантический дивизион | 0                      |                        |       |
|  |                        |                        |                        |                        |                        |                        |                        |                        |                        |           |                        |                        | Тихоокеанский дивизион | Тихоокеанский дивизион | Тихоокеанский дивизион | Тихоокеанский дивизион | Тихоокеанский дивизион | Тихоокеанский дивизион | Тихоокеанский дивизион | Тихоокеанский дивизион | Тихоокеанский дивизион | 1     |
|  | Тихоокеанский дивизион | Тихоокеанский дивизион | Тихоокеанский дивизион | Тихоокеанский дивизион | Тихоокеанский дивизион | Тихоокеанский дивизион | Тихоокеанский дивизион | Тихоокеанский дивизион | Тихоокеанский дивизион | 9         |                        |                        | Тихоокеанский дивизион | Тихоокеанский дивизион | Тихоокеанский дивизион | Тихоокеанский дивизион | Тихоокеанский дивизион | Тихоокеанский дивизион | Тихоокеанский дивизион | Тихоокеанский дивизион | Тихоокеанский дивизион | 1     |
|  | Тихоокеанский дивизион | Тихоокеанский дивизион | Тихоокеанский дивизион | Тихоокеанский дивизион | Тихоокеанский дивизион | Тихоокеанский дивизион | Тихоокеанский дивизион | Тихоокеанский дивизион | Тихоокеанский дивизион | 9         |                        |                        |                        |                        |                        |                        |                        |                        |                        |                        |                        |       |
|  | Центральный дивизион   | Центральный дивизион   | Центральный дивизион   | Центральный дивизион   | Центральный дивизион   | Центральный дивизион   | Центральный дивизион   | Центральный дивизион   | Центральный дивизион   | 6         |                        |                        |                        |                        |                        |                        |                        |                        |                        |                        |                        |       |
|  | Центральный дивизион   | Центральный дивизион   | Центральный дивизион   | Центральный дивизион   | Центральный дивизион   | Центральный дивизион   | Центральный дивизион   | Центральный дивизион   | Центральный дивизион   | 6         |                        |                        |                        |                        |                        |                        |                        |                        |                        |                        |                        |       |
|  |                        |                        |                        |                        |                        |                        |                        |                        |                        |           |                        |                        |                        |                        |                        |                        |                        |                        |                        |                        |                        |       |

## Матчи
Североамериканское восточное время (UTC-5).

### Полуфинал
| 31 января 2016 17:00 | Столичный дивизион | 3 : 4 (2:2, 1:2) | Атлантический дивизион | Бриджстоун-арена, Нэшвилл Зрителей: 17 139 |

| Отчёт | Отчёт                                                   | Отчёт | Отчёт                                                | Отчёт                                                             |
| --- | ------------------------------------------------------- | --- | ---------------------------------------------------- | ----------------------------------------------------------------- |
| |                                                         | |                                                      |                                                                   |
| | Брэйден Холтби — 00:00-10:00 Кори Шнайдер — 10:00-19:12 | Вратари | 00:00-10:00 — Роберто Люонго 10:00-20:00 — Бен Бишоп | Судьи: Дэн О’Рурк Иэн Уолш Линейные судьи: Вон Роди Джонни Мюррей |
| | Голы:                                                   | |                                                      | Судьи: Дэн О’Рурк Иэн Уолш Линейные судьи: Вон Роди Джонни Мюррей |
| Крис Летанг — 01:01 (Е. Малкин) Евгений Кузнецов — 04:16 (Дж. Фолк) Евгений Малкин — 10:25 (Б. Саад, К. Шнайдер) | 1:0 1:1 2:1 2:2 3:2 3:3 3:4                             | 03:47 — Эрик Карлссон (Д. Ларкин) 09:22 — Яромир Ягр (Д. Ларкин) 12:52 — Аарон Экблад (Р. О’Райли, Л. Комаров) 15:22 — Пи-Кей Суббан (Д. Ларкин, Б. Бишоп) |                                                      | Судьи: Дэн О’Рурк Иэн Уолш Линейные судьи: Вон Роди Джонни Мюррей |
| |                                                         | |                                                      | Судьи: Дэн О’Рурк Иэн Уолш Линейные судьи: Вон Роди Джонни Мюррей |
| |                                                         | |                                                      | Судьи: Дэн О’Рурк Иэн Уолш Линейные судьи: Вон Роди Джонни Мюррей |
| |                                                         | |                                                      | Судьи: Дэн О’Рурк Иэн Уолш Линейные судьи: Вон Роди Джонни Мюррей |
| 0 мин | Штраф                                                   | 0 мин |                                                      | Судьи: Дэн О’Рурк Иэн Уолш Линейные судьи: Вон Роди Джонни Мюррей |
| |                                                         | |                                                      |                                                                   |
| | 22                                                      | Броски | 22                                                   |                                                                   |

| 31 января 2016 18:00 | Тихоокеанский дивизион | 9 : 6 (3:3, 6:3) | Центральный дивизион | Бриджстоун-арена, Нэшвилл Зрителей: 17 139 |

| Отчёт | Отчёт                                                      | Отчёт | Отчёт                                                | Отчёт                                                             |
| --- | ---------------------------------------------------------- | --- | ---------------------------------------------------- | ----------------------------------------------------------------- |
| |                                                            | |                                                      |                                                                   |
| | Джонатан Куик — 00:00-10:00 Джон Гибсон — 10:00-20:00      | Вратари | 00:00-10:00 — Пекка Ринне 10:00-18:09 — Деван Дубник | Судьи: Дэн О’Рурк Иэн Уолш Линейные судьи: Вон Роди Джонни Мюррей |
| | Голы:                                                      | |                                                      | Судьи: Дэн О’Рурк Иэн Уолш Линейные судьи: Вон Роди Джонни Мюррей |
| Джон Скотт — 00:47 (Б. Бёрнс) Джо Павелски (бол.) — 05:26 (Д. Седин, К. Перри) Джонни Годро — 08:17 (М. Джиордано, Т. Холл) Даниэль Седин — 11:49 (Дж. Гибсон) Джон Скотт — 13:27 (Б. Бёрнс) Тэйлор Холл — 14:04 (Дж. Годро) Даниэль Седин — 14:28 (К. Перри, Д. Даути) Тэйлор Холл — 17:44 (Дж. Годро, Б. Бёрнс) Дрю Даути (п.в.) — 18:45 (Дж. Павелски) | 0:1 :1 2:1 2:2 3:2 3:3 4:3 5:3 6:3 7:3 7:4 7:5 8:5 9:5 9:6 | 00:26 — Джеймс Нил (М. Дюшен, Ш. Уэбер) 08:01 — Джеймс Нил (М. Дюшен, Ш. Уэбер) 09:27 — Патрик Кейн (Дж. Бенн, П. Ринне) 14:36 — Дастин Бафлин (Т. Сегин, В. Тарасенко) 14:49 — Тайлер Сегин (Д. Бафлин, В. Тарасенко) 18:53 — Роман Йоси (Т. Сегин, Дж. Нил) |                                                      | Судьи: Дэн О’Рурк Иэн Уолш Линейные судьи: Вон Роди Джонни Мюррей |
| |                                                            | |                                                      | Судьи: Дэн О’Рурк Иэн Уолш Линейные судьи: Вон Роди Джонни Мюррей |
| |                                                            | |                                                      | Судьи: Дэн О’Рурк Иэн Уолш Линейные судьи: Вон Роди Джонни Мюррей |
| |                                                            | |                                                      | Судьи: Дэн О’Рурк Иэн Уолш Линейные судьи: Вон Роди Джонни Мюррей |
| 0 мин | Штраф                                                      | 1 мин |                                                      | Судьи: Дэн О’Рурк Иэн Уолш Линейные судьи: Вон Роди Джонни Мюррей |
| |                                                            | |                                                      |                                                                   |
| | 22                                                         | Броски | 17                                                   |                                                                   |

### Финал
| 31 января 2016 19:00 | Атлантический дивизион | 0 : 1 (0:0, 0:1) | Тихоокеанский дивизион | Бриджстоун-арена, Нэшвилл Зрителей: 17 139 |

| Отчёт | Отчёт                                                | Отчёт                                   | Отчёт                                                 | Отчёт                                                             |
| ----- | ---------------------------------------------------- | --------------------------------------- | ----------------------------------------------------- | ----------------------------------------------------------------- |
|       |                                                      |                                         |                                                       |                                                                   |
|       | Роберто Люонго — 00:00-10:00 Бен Бишоп — 10:00-18:30 | Вратари                                 | 00:00-10:00 — Джонатан Куик 10:00-20:00 — Джон Гибсон | Судьи: Дэн О’Рурк Иэн Уолш Линейные судьи: Вон Роди Джонни Мюррей |
|       | Голы:                                                |                                         |                                                       | Судьи: Дэн О’Рурк Иэн Уолш Линейные судьи: Вон Роди Джонни Мюррей |
|       | 0:1                                                  | 13:38 — Кори Перри (Д. Седин, Б. Бёрнс) |                                                       | Судьи: Дэн О’Рурк Иэн Уолш Линейные судьи: Вон Роди Джонни Мюррей |
|       |                                                      |                                         |                                                       | Судьи: Дэн О’Рурк Иэн Уолш Линейные судьи: Вон Роди Джонни Мюррей |
|       |                                                      |                                         |                                                       | Судьи: Дэн О’Рурк Иэн Уолш Линейные судьи: Вон Роди Джонни Мюррей |
|       |                                                      |                                         |                                                       | Судьи: Дэн О’Рурк Иэн Уолш Линейные судьи: Вон Роди Джонни Мюррей |
| 0 мин | Штраф                                                | 0 мин                                   |                                                       | Судьи: Дэн О’Рурк Иэн Уолш Линейные судьи: Вон Роди Джонни Мюррей |
|       |                                                      |                                         |                                                       |                                                                   |
|       | 17                                                   | Броски                                  | 16                                                    |                                                                   |

### Комментарии
1. ↑  Джон Таварес назначен капитаном Столичного дивизиона вместо Александра Овечкина
2. ↑  Евгений Кузнецов заменил травмированного Александра Овечкина
3. ↑  Джеймс Нил заменил Джонатана Тэйвза.
4. ↑  Джон Скотт был выбран, в ходе голосования болельщиков, капитаном Тихоокеанского дивизиона от клуба «Аризона Койотис». 15 января 2016 года был обменян в «Монреаль Канадиенс», после чего отправлен в АХЛ. Решением лиги Скотт остался капитаном Тихоокеанского дивизиона.
5. ↑  Дилан Ларкин побил рекорд Майка Гартнера с результатом 13.172 сек. и принёс команде Восточной конференции одно дополнительное очко.